# Вітрило (скеля)

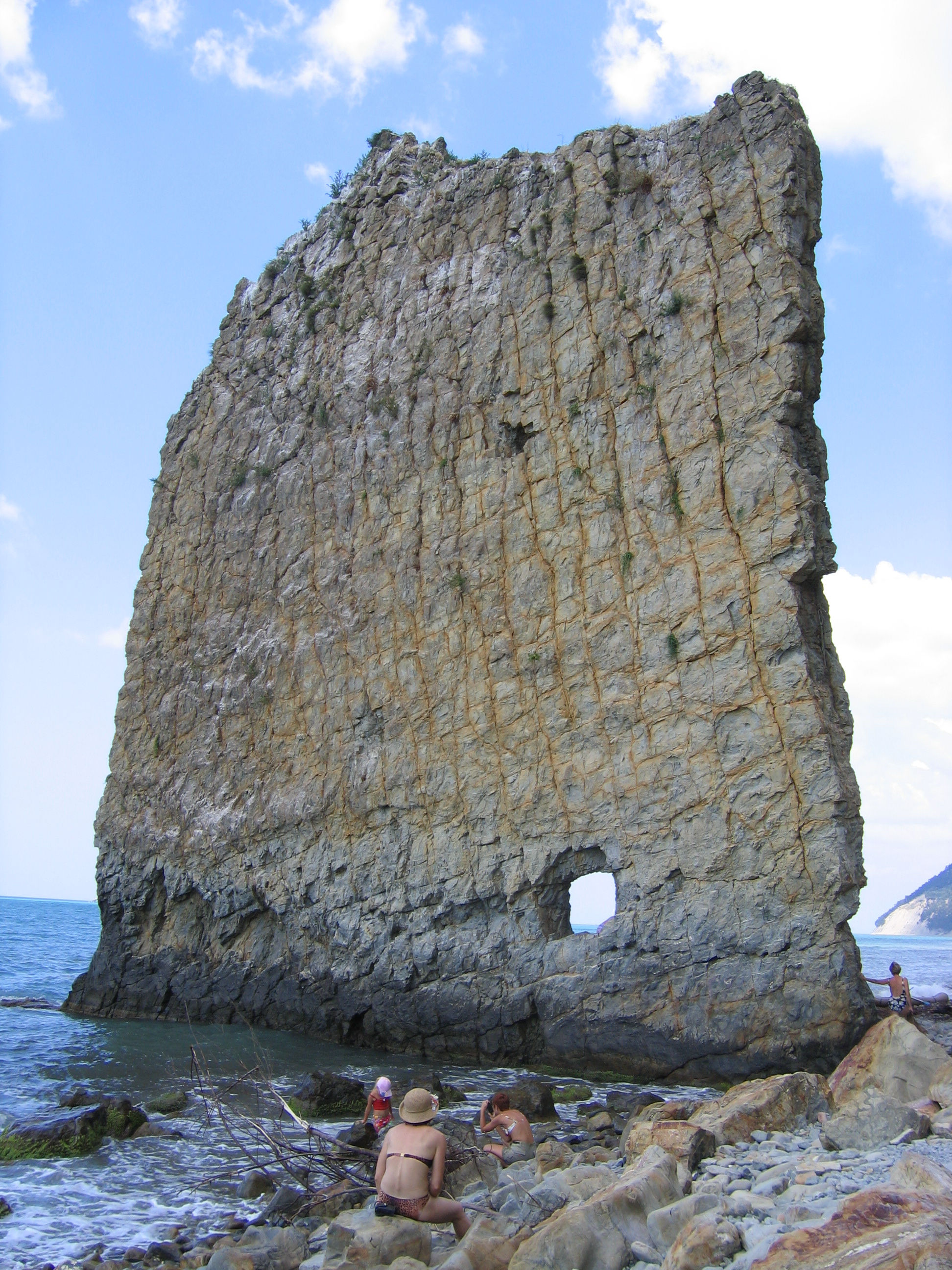
Скеля Вітрило

Скеля «Вітрило» (рос. Парус) розташована на березі Чорного моря, в 17 км на південний схід від Геленджика Краснодарського краю Росії. Це самотня кам'яна стіна, що своєю формою нагадує чотирикутний парус. Довжина скелі становить 25 м, висота 30 м, а товщина лише трохи більше одного метра. Вона витягнута перпендикулярно до берега моря. Один кінець спускається в воду, інший стоїть у глибині корінного берега на відстані 10 м і оточений гальковим пляжем. Скеля складається з жовтувато сірого дрібнозернистого щільного пісковика.

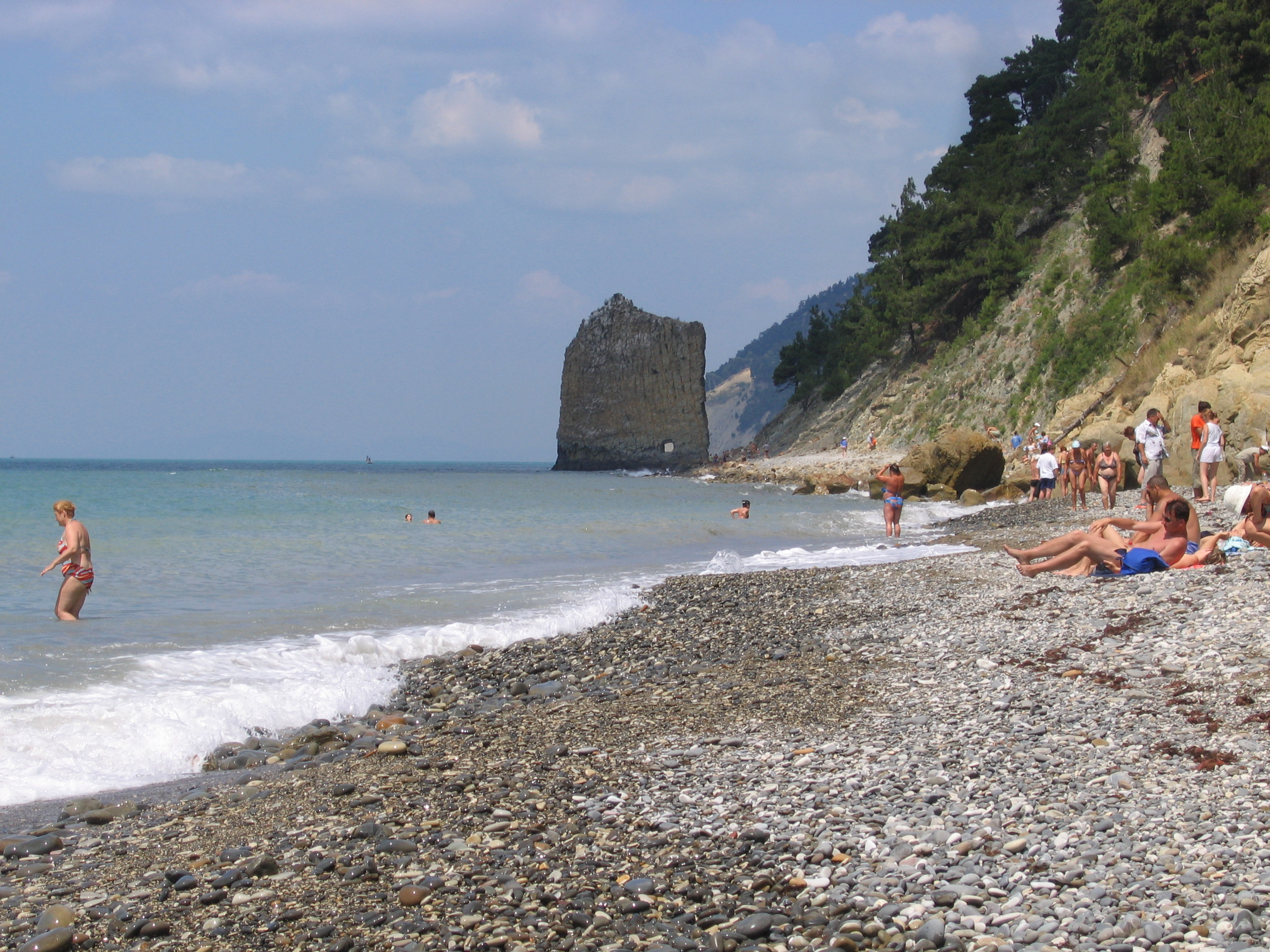
Вид на скелю з пляжу

Сусідній берегової обрив складний, чергується пластами світлих жовтуватих пісковиків і темних глинистих сланців (фліш верхньокрейдяного віку). Шари стоять вертикально і виходять до берега під прямим кутом, тобто орієнтовані точно так само, як і скеля «Вітрило». Маючи різну міцність, вони руйнуються нерівномірно. До легко піддатливих глинистих сланців приурочені гігантські борозни-траншеї в 2-3 м глибини, тоді як пласти твердого пісковику виступають у вигляді стін між борознами. Цей унікальний ребристий кліф круто піднімається вгору на добру сотню метрів і там втрачається у віковому сосновому лісі.
Скала «Вітрило» є залишком колись суцільного шару пісковику, який чітко простежується з одного боку в береговому обриві, з іншого — на морському дні. Ізольований останець служить незаперечним свідком інтенсивного наступу моря на сушу. У минулому він був складовою частиною берегового масиву. Потім берег під натиском хвиль відступав не менше ніж на 50 м. Морські шторми «перемололи» мільйони кубометрів скельних порід, перетворивши їх в галечник, пісок і глину. Уцілів тільки наймогутніша і найміцніша ділянка шару пісковику.
Внизу скелі зяє округлий отвір. У путівниках пишеться, що він пробитий стрільцями гірської артилерії десь у середині минулого століття. Це не зовсім так. С. Васюков, який досліджував Чорноморське узбережжя, оглянувши скелю, писав у 1903 році, що в неї «… стріляли з броненосця моряки, пустили 4 заряди, але стіна залишилася непохитна, хоча помітні сліди ядер, ніде не пробили стрімчака».
А нині скелі загрожують інші «забави». За літній сезон тут проходять тисячі туристів і екскурсантів. Серед них знаходяться й такі, які відколюють шматки каменю «на пам'ять», висікають написи. Хоча руйнівні сліди цієї «діяльності» не настільки вражаючі в порівнянні з пробоїною, зате незліченні й тому не менш небезпечні.
Рішенням виконкому Геленджицької міськради від 24 листопада 1971 скеля «Вітрило» оголошена пам'ятником природи і закріплена за Дивноморською сільською радою для охорони та догляду.